# العطفة (جيشان)

تعديل مصدري - تعديل

العطفة هي إحدى قرى عزلة جيشان بمديرية جيشان التابعة لمحافظة أبين، بلغ تعداد سكانها 107 نسمة حسب تعداد اليمن لعام 2004.